# Vejcorodí
Vejcorodí (Prototheria) představují podtřídu savců, jejíž první zástupci se objevili již před 135 miliony let. Vědecký název Prototheria vznikl z řeckého prōtos, první, + thēr, divoké zvíře. Do této skupiny se řadí několik starobylých vývojových linií savců, u nichž není jisté, jestli jsou opravdu příbuzné. Jediný žijící řád jsou ptakořitní, ostatní 3 řády jsou již vymřelé. Vymřelé řády jsou někdy řazeny do samostatné skupiny Nontheria.
Všichni zástupci této skupiny mají však několik společných znaků. Mají shodnou stavbu lebky (zejména spodní čelisti), lopatkového pásma a končetin. U všech se předpokládá vejcorodost a krmení mláďat mlékem, což u vymřelých forem není možné s jistotou dokázat.

## Znaky
1. Plazí
  - Střevo, močovody i vývody pohlavních žláz ústí do jediného společného prostoru zvaného kloaka.
  - Úzká lopatka je stejná jako lopatka plazí.
  - Ramenní kloub pro zpevnění neobsahuje pouze klíční kost, ale podobně jako u plazů i tzv. krkavčí kost.
  - Volná krční žebra
  - Jedová ostruha na patě zadních nohou.
2. Ptačí
  - podobně jako ptáci mají funkční pouze levý vaječník.
3. Savčí
  - Na rozdíl od ostatních savců samice nerodí živá mláďata, ale snáší vejce podobně jako u plazů bohatá na žloutek a diskoidálním rýhováním.
  - Vlastní mléčné žlázy, které mají více samostatných vývodů v tzv. žlaznatém políčku (areola) na břišní straně těla. Mláďata tak slízávají mléko z matčiny srsti, protože matkám chybí mléčné bradavky.
  - Mají chlupy i když na rozdíl od živorodých savců jim chybí např. specializované hmatové chlupy.
  - Spodní čelist vejcorodých se, stejně jako u všech ostatních savců, skládá z jediné kosti, která se nazývá dentale. Tato kost je spojena kloubem přímo s kostí na lebce, která se označuje jako squamosum.
  - Sluchový orgán vejcorodých i ostatních savců obsahuje tři speciální kůstky, kladívko, kovadlinku a třmínek.
  - Teplokrevnost, kdy tělesná teplota kolísá v rozmezí 22 – 37 °C a tím pádem je nižší než u ostatních savců (průměrně kolem 31 °C).
  - Mají bránici a úplně rozdělené srdce.

## Systematika
Názvy vejcorodí (Prototheria), vačnatí (Metatheria) a placentálové (Eutheria) (ve významu „první savci“, „změnění savci“, a „praví savci“) odkazují na tři seskupení savců, která obsahují žijící představitele. Každá z těchto tří skupin může být definována jako předpokládaný klad zahrnující žijící korunovou skupinu (a to Monotremata, Marsupialia a Placentalia) a některé druhy fosílií které jsou více těsně příbuzné dané korunové skupině než jiné druhy zvířat.
Trojnásobné dělení žijících savců do řádu Monotremes, Marsupials a Placentals byl již dobře vžito, když Thomas Huxley navrhl názvy Metatheria a Eutheria ke včlenění jako dvou pozdějších skupin v roce 1880. Zpočátku byly pokládány za podtřídy, Metatheria a Eutheria jsou podle konvence nyní uskupeny jako infratřídy podtřídy Theria, a v novější době byly návrhy přeloženy dále (do kohorty nebo dokonce velkořádu), jako kladistické přehodnocení vztahů mezi žijícími a savčími fosílie bylo navrženo, že Theria samy by měly být sníženy o pozici.
Prototheria, na druhé straně, byla všeobecně rozpoznaná jako podtřída teprve zcela nedávno, na základě hypotézy která definovala skupinu dvěma předpokládanými synapomorfiemi:
1. formace boční stěny mozkovny z kosti nazvané anterior lamina, kontrastuje s alisphenoidem u živorodých; a
2. lineární zarovnání vrcholů stoličky, kontrastuje s trojúhelníkovým uspořádáním u živorodých.

Tyto znaky jak se zdá, spojují savce řádu ptakořitných s řadou druhohorních fosilních druhů (Morganucodonta, Triconodonta, Docodonta a Multituberculata) v širším kladu, pro který byl ponechán název Prototheria, a z těchto savců byl řád ptakořitných považován jen za poslední přežívající větev.
Důkazní materiál, který byl shromážděn pro podporu tohoto seskupení, je nyní všeobecně podceňován. V první řadě, zkoumání embryí odhalilo, že vývoj mozkovny je v podstatě identický u živorodých i u vejcorodých: anterior lamina jednoduše splývá s alisphenoidem u živorodých, a tudíž vzhled mozkovny 'vejcorodých' je původní pro všechny savce, zatímco živorodá forma může být z něho odvozena. Navíc, lineární zarovnání vrcholů stoličky je také původní pro všechny savce. Proto tedy, žádný z těchto znaků nemůže poskytnout jedinečně sdílený sekundární znak, který by mohl podporovat zařazení skupiny 'vejcorodých' v protikladu k živorodým.
Při dalším přehodnocování, stoličky embryí a fosílií savců řádu ptakořitných (žijící dospělci řádu ptakořitných jsou bezzubí) jak se zdá, prokazují tvar vrcholu po předcích, které jsou podobné trojúhelníkovému uspořádání pozorovanému u živorodých. Některé charakteristické rysy tohoto chrupu podporují alternativní seskupení savců řádu ptakořitných s jistými nedávno objevenými fosilními formami do navrhovaného nového kladu známého jak Australosphenida, a také naznačují, že trojúhelníková pole vrcholů zubů se možná vyvíjela nezávisle u australosfenidanů a u živorodých.
Australosphenidální hypotéza zůstává kontroverzní, a někteří klasifikátoři (například McKenna & Bell 1997) dávají přednost zachování názvu Prototheria jako vhodný kontrast s další skupinou žijících savců, živorodými. Teoreticky, Prototheria jsou systematicky nadbyteční od té doby, co Monotremata jsou v současné době jediným řádem, který v nich může ještě být obsažen, ale jejich uchování by mohlo být ospravedlněno pokud nové svědectví zkamenělin, nebo opětovný výzkum zkamenělin známých, identifikuje zaniklé příbuzné savce řádu ptakořitných a umístí je uvnitř širší skupiny.

## Fylogeneze
Vývojoví předchůdci vejcorodých nebyli dosud jednoznačně identifikováni. Jejich znaky ukazují, že by mělo jít o velmi starou skupinu savců, která se vyvíjela samostatně od živorodých. Ke vzniku vejcorodých zřejmě vedla linie Australosphenida. Např. zatím nejstarší nalezenou fosilií ptakořitného savce je Teinolophos trusleri z doby před 115 miliony let (spodní křída). Podle některých názorů se vejcorodí mohli vyvinout z gondwanských předků, u kterých konvergentně vznikly již ve střední juře tribosfénické zuby (Australosphenida). K oddělení větve vejcorodých od ostatních savců tak mohlo podle některých vědců dojít již před 200 miliony lety a tato větev se vyvíjela samostatně od placentálů a vačnatců. Tento taxon se dále rozdělil na řády Monotremata (ptakořitní) a vymřelé Ausktribosphenida. Monotremata se dále člení v současnosti do dvou vymřelých a dvou dosud žijících čeledí – Kollikodontidae†, Steropodontidae†, Ornithorhynchidae (ptakopyskovití) a Tachyglossidae (ježurovití).
Výše uvedené řešení vývoje vejcorodých je nutné považovat zatím za provizorní a je pravděpodobné, že další nálezy fosilií mohou přinést alternativní vysvětlení. To se ukazuje i na příkladu nové interpretace rozšíření masožravých metatérií na území Jižní Ameriky v období paleocénu (před 66 až 63 miliony let).